# Andrzej Szozda

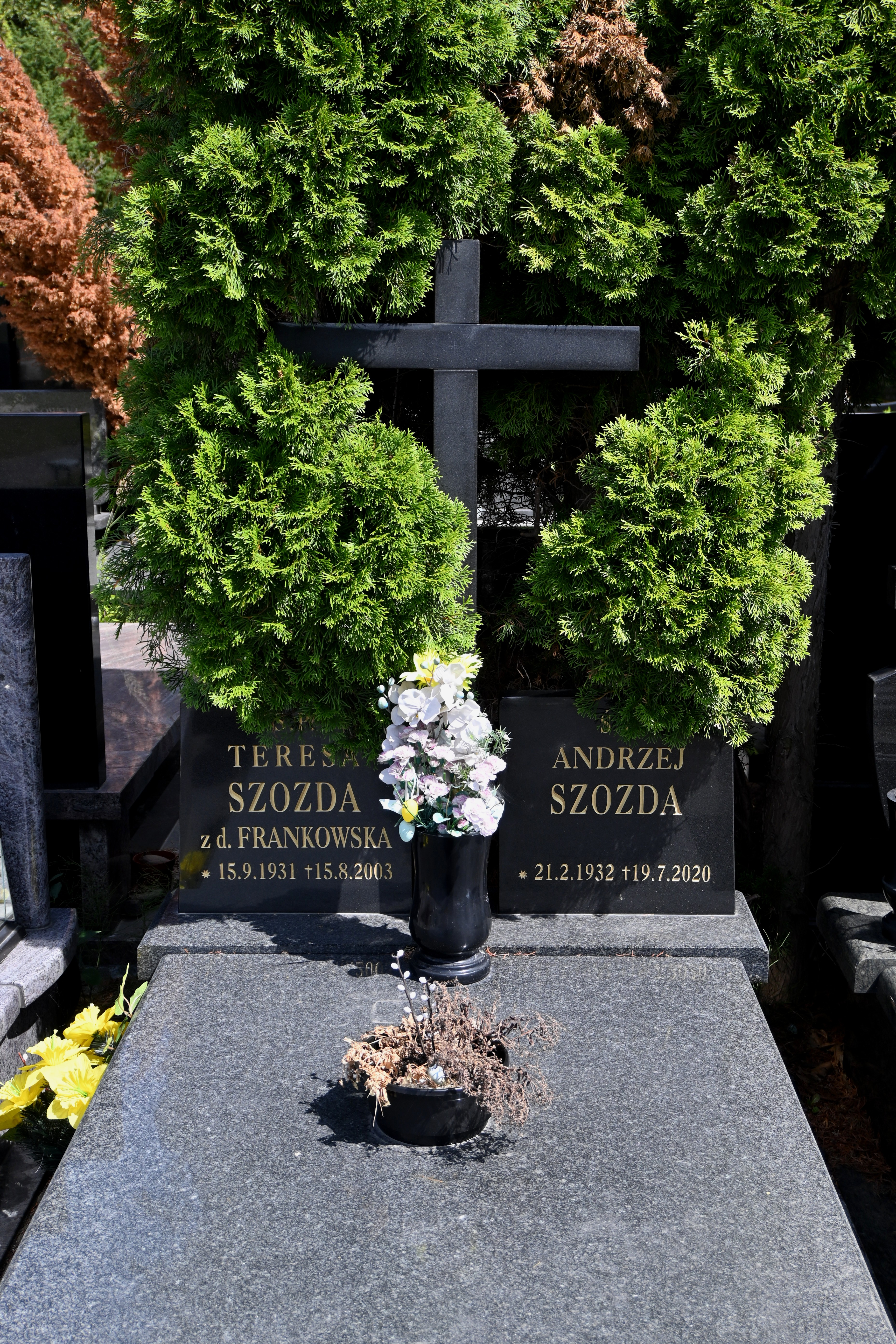
Grób Andrzeja Szozdy na Cmentarzu w Pyrach

Andrzej Zbigniew Szozda (ur. 21 lutego 1932 w Kraśniczynie, zm. 19 lipca 2020 w Warszawie) – polski inżynier i polityk, minister energetyki i energii atomowej (1976–1979).

## Życiorys
Syn Stanisława i Zofii. Był absolwentem Szkoły Inżynierskiej w Poznaniu i Politechniki Warszawskiej, gdzie uzyskał tytuł inżyniera budownictwa lądowego. W 1949 został kierownikiem budowy w Poznańskim Przedsiębiorstwie Budownictwa, a w 1955 starszym inspektorem w Najwyższej Izbie Kontroli. W 1957 został szefem produkcji w Społecznym Przedsiębiorstwie Budownictwa PPB-4, następnie w 1959 starszym projektantem w przedsiębiorstwie „Inwestoprojekt”. Od 1962 do 1963 naczelny inżynier w Biurze Projektowym Budownictwa Komunalnego, do 1964 zastępca dyrektora w Poznańskim Zjednoczeniu Budownictwa, a od 1965 do 1969 dyrektor Wrocławskiego Zjednoczenia Budownictwa.
Należał do Polskiej Zjednoczonej Partii Robotniczej, od 1969 do 1976 podsekretarz stanu w Ministerstwie Budownictwa i Przemysłu Materiałów Budowlanych (1975–1976 I zastępca ministra). Od 1976 do 1979 minister energetyki i energii atomowej w rządzie Piotra Jaroszewicza.
Zmarł 19 lipca 2020 w Warszawie i 23 lipca po mszy w Kościele Świętych Apostołów Piotra i Pawła w Pyrach został pochowany na miejscowym cmentarzu.